# Jichuk (métro de Séoul)
Jichuk (en coréen : 지축역) est une station de la ligne 3 du métro de Séoul. Elle est située dans la ville de Goyang (au nord-ouest de Séoul) en Corée du Sud.

## Situation sur le réseau

Plan du réseau (2023)

## Histoire
La station Jichuk est mise en service le 13 juillet 1990,.

## Services aux voyageurs

### Desserte

Installations
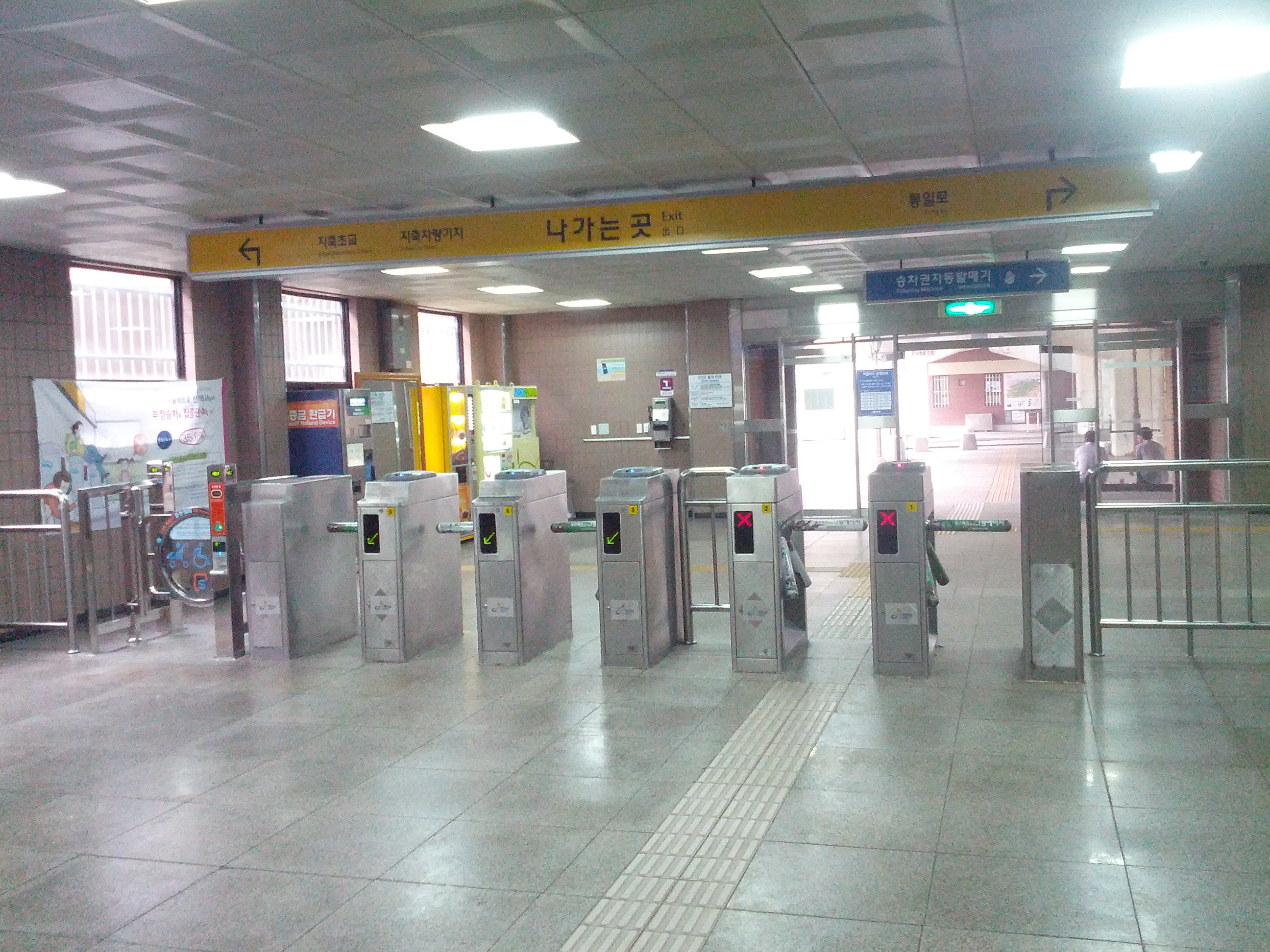
En 2013.
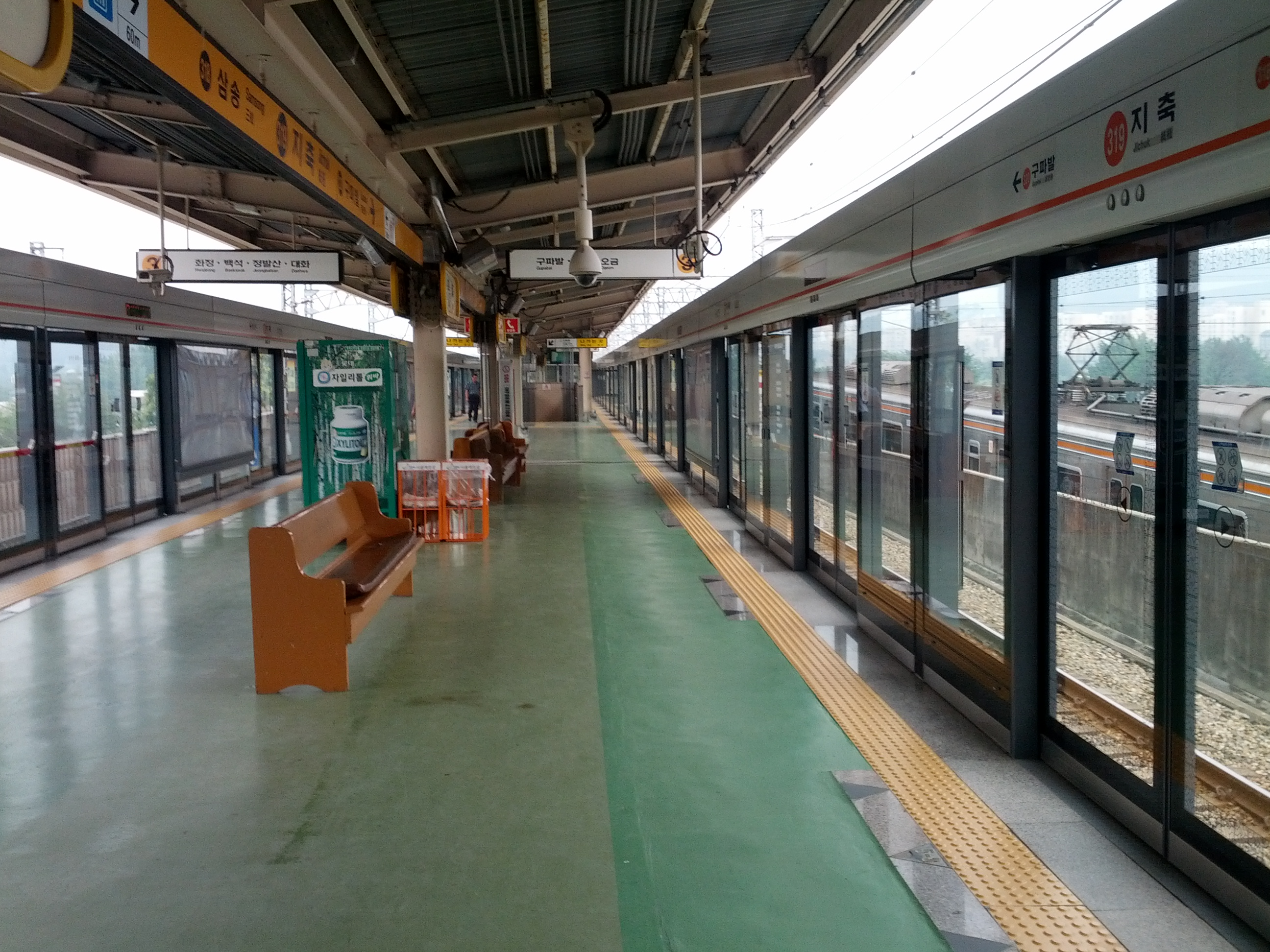
En 2013.
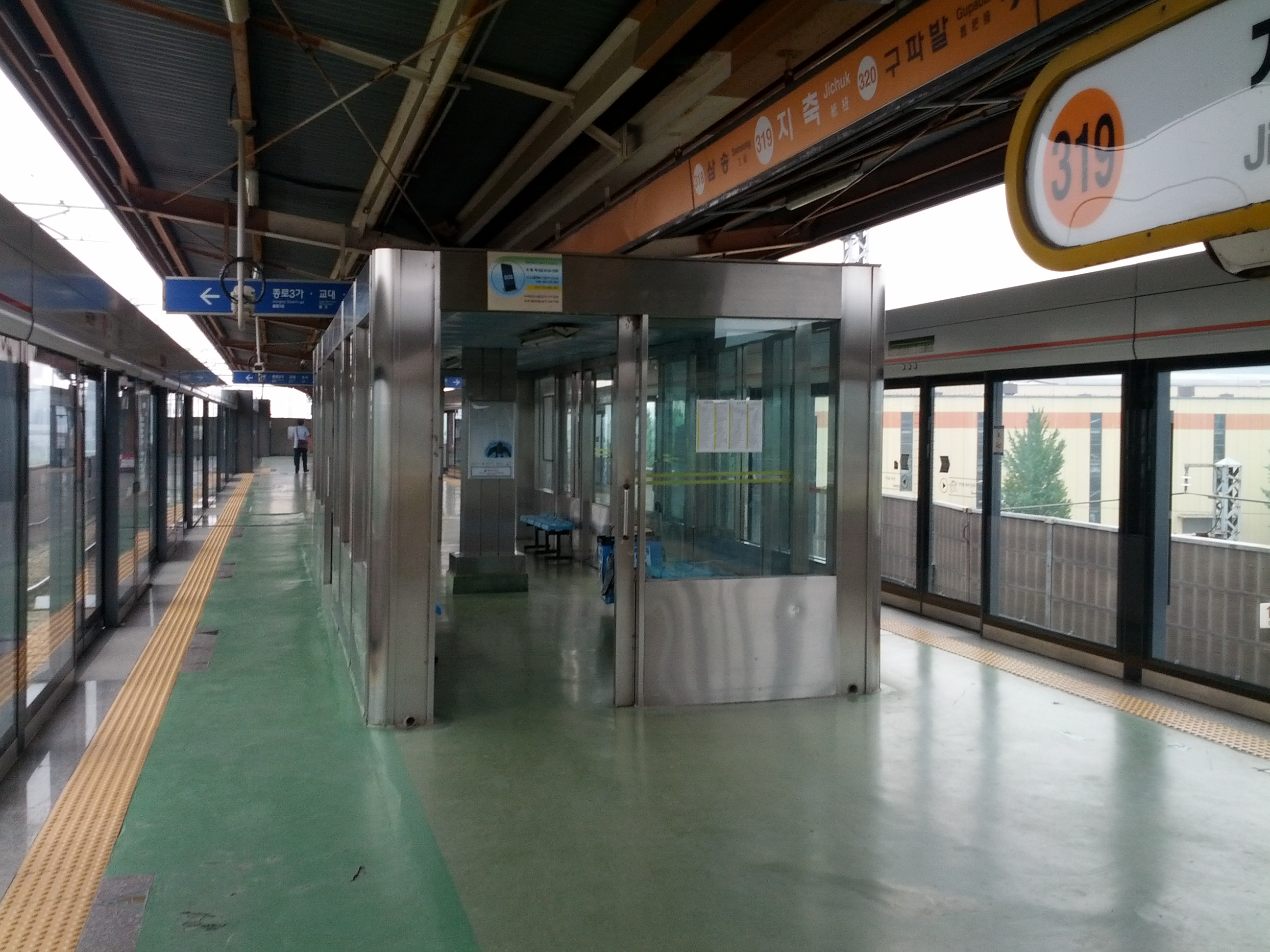
En 2013.